# ألبي توماس
ألبي توماس (بالإنجليزية: Albert Thomas) هو منافس ألعاب قوى أسترالي، ولد في 8 فبراير 1935 في Hurstville ‏ في أستراليا، وتوفي في 27 أكتوبر 2013 في سيدني في أستراليا.

## وصلات خارجية
- ألبي توماس على موقع الاتحاد الدولي لألعاب القوى (الإنجليزية)
- ألبي توماس على موقع النتائج التاريخية لألعاب القوى الأسترالية (الإنجليزية)
- ألبي توماس على موقع اللجنة الأولمبية الدولية (الإنجليزية)
- ألبي توماس على موقع أوليمبيديا (الإنجليزية)
- ألبي توماس على موقع اللجنة الأولمبية الأسترالية (الإنجليزية)
- ألبي توماس على موقع اتحاد ألعاب الكومنولث (مؤرشف) (الإنجليزية)
- ألبي توماس على موقع IMDb (الإنجليزية)